# Josep María Meléndez
Josep María Meléndez (nacido el 30 de noviembre de 1938 en Premiá de Mar, Barcelona y fallecido el 26 de agosto de 2002 en Mataró, Barcelona) fue un jugador y entrenador de baloncesto español.

## Trayectoria
Nacido el 30 de noviembre de 1938 en Premiá de Mar, Barcelona. Se inicia en el mundo del baloncesto en las Escuelas del Centro Parroquial de San Martí, en la barcelonesa barriada de Clot. Ingresa en las categorías inferiores del FC Barcelona, donde con 18 años se proclama campeón juvenil de España y sube a la primera plantilla culé, formando parte del primer equipo durante tres años. En la tercera liga española, después de dos victorias del Real Madrid, el FC Barcelona se refuerza con grandes jugadores como José Luis Martínez, Alfonso Martínez, Jordi Bonareu, Joan Canals y gana la tercera edición de la liga de España. Después de que Enric Llaudet desmantelara la sección de baloncesto del FC Barcelona, (conocido como Llaudetazo), Meléndez se retira de la práctica activa del baloncesto como jugador, e inicia una carrera como entrenador, siendo asistente en el Aismalíbar Montcada, Mollet, Sémolas Espona de Tarrasa, Joventut de Badalona. Su cota más alta como entrenador fue dirigir al Joventut de Badalona, con el que ganó una Copa del Rey al  Real Madrid.